# 10-es busz (Ajka)
Az ajkai 10-es jelzésű autóbusz a Móra Ferenc utca és az Alsócsinger megállóhelyek között közlekedik. A vonalat a Volánbusz üzemelteti.

## Közlekedése
Csak munkanapokon közlekedik, a reggeli és a délutáni csúcsidőben.

## Útvonala
| Alsócsinger felé | Móra Ferenc utca felé |
| --- | --- |
| Móra Ferenc utca – Móra Ferenc utca – Ifjúság utca – Sport utca – Gyár utca – Rákóczi Ferenc utca – Bartók Béla utca – Feketegyémánt utca – Vájár utca – Felsőcsingeri út – Alsócsinger | Alsócsinger – Vájár utca – Feketegyémánt utca – Bartók Béla utca – Rákóczi Ferenc utca – Gyár utca – Sport utca – Ifjúság utca – Móra Ferenc utca – Móra Ferenc utca |

## Megállóhelyei
Az átszállási kapcsolatok között a 10Y busz nincs feltüntetve!
| 0  | Móra Ferenc utca         | 14 | 4, 12 | Borsos Miklós Általános Iskola                               |
| 1  | Sport utca               | 13 | 4, 12 | Bányász sporttelep, SPAR Áruház                              |
| 3  | Deák Ferenc utca         | 11 | 4     |                                                              |
| 4  | Fürst Sándor utca        | 10 | 4     |                                                              |
| 5  | Timföldgyár, bejárati út | 9  | 4     | Ajkai Timföldgyár                                            |
| 6  | Erőmű, bejárati út       | 8  |       | Kandó Kálmán lakótelep, Szent-Györgyi Albert Szakközépiskola |
| 7  | Kenyérgyár               | 7  | 1     | Kenyérgyár                                                   |
| 8  | Bódé, posta              | 6  | 1     | Szűzanya Szeplőtelen Szíve templom                           |
| 9  | Bartók Béla utca         | 5  | 1     |                                                              |
| 10 | Jókai bánya, elágazás    | 4  | 1     |                                                              |
| 11 | Gárdonyi Géza utca       | 3  | 1     | Szent István király templom                                  |
| 12 | Völgy büfé               | 2  | 1     |                                                              |
| 13 | Felsőcsingeri út         | 1  | 1     |                                                              |
| 14 | Alsócsinger              | 0  | 1     |                                                              |